# Gallinago
Gallinago è un genere di uccelli della famiglia degli Scolopacidi.

## Tassonomia
Comprende le seguenti specie:
- Gallinago solitaria Hodgson, 1831 - beccaccino solitario
- Gallinago hardwickii (J.E.Gray, 1831) - beccaccino giapponese
- Gallinago nemoricola Hodgson, 1836 - beccaccino dei boschi
- Gallinago stenura (Bonaparte, 1831) - beccaccino strenuo
- Gallinago megala Swinhoe, 1861 - beccaccino di Swinhoe
- Gallinago nigripennis Bonaparte, 1839 - beccaccino africano
- Gallinago macrodactyla Bonaparte, 1839 - beccaccino del Madagascar
- Gallinago media (Latham, 1787) - croccolone
- Gallinago gallinago (Linnaeus, 1758) - beccaccino
- Gallinago delicata (Ord, 1825) - beccaccino di Wilson
- Gallinago paraguaiae  (Vieillot, 1816) - beccacino del Paraguay
- Gallinago andina Taczanowski, 1875 - beccaccino della puna
- Gallinago nobilis P.L.Sclater, 1856 - beccaccino nobile
- Gallinago undulata (Boddaert, 1783) - beccaccino gigante
- Gallinago stricklandi  (G.R.Gray, 1845) - beccacino di Strickland
- Gallinago jamesoni  (Jardine & Bonaparte, 1855) - beccacino di Jameson
- Gallinago imperialis P.L.Sclater & Salvin, 1869 - beccaccino imperiale